# William Walrond (1876-1915)
Pour les articles homonymes, voir William Walrond.
William Lionel Charles Walrond, né le 22 mai 1876 dans le Devonshire et mort le 2 novembre 1915 à Glen Tana en Écosse,,, est un homme politique britannique.

## Biographie
Il naît dans une famille de propriétaires de domaines fonciers à Bradfield House, près de Cullompton dans le Devonshire. Son grand-père puis son père William Walrond sont députés conservateurs pour la circonscription de Tiverton, et son père est fait 1er baron Waleran en 1905. William Walrond est son second fils, mais son frère aîné John meurt de problèmes pulmonaires en 1902. 
Il devient secrétaire privé pour son père député en janvier 1901, puis pour Sir Alexander Fuller-Acland-Hood (1er baron St Audries) qui succède à ce dernier comme chief whip du Parti conservateur. Lorsque son père est anobli, il doit quitter la Chambre des communes, et son fils se présente à sa succession dans la circonscription de Tiverton (appelée à cette date Devon-est) pour les élections législatives de 1906. Avec le soutien de son épouse Lottie, qui participe activement à sa campagne électorale, il est élu, puis réélu aux élections de janvier puis de décembre 1910,. 
Du fait de sa santé fragile, il est peu actif au Parlement à partir de 1908. Malgré cela, il se porte volontaire pour intégrer l'armée à l'entame de la Première Guerre mondiale. Il est fait lieutenant dans la Royal Army Service Corps (en), corps d'armée qui s'occupe principalement de l'acheminement des provisions aux soldats. Envoyé en France avec le Corps expéditionnaire britannique dès 1914, il a pour tâche de charger de provisions des trains ravitaillant le front, et parfois de se rendre à proximité du front pour les décharger. Il prend part entre autres à l'acheminement des cadeaux de Noël envoyés par les familles aux soldats. Il écrit avec émotion au sujet des jeunes hommes de dix-neuf ou vingt ans expédiés, dit-il, comme « des bébés à l'abattoir ».
Atteint de laryngite, il est inapte au service de février à mai 1915, et retourne au Royaume-Uni. Il repart ensuite en France et reprend son service militaire, mais sa santé défaillante le contraint à être rapatrié une nouvelle fois pour convalescence en août. Il meurt début novembre, de laryngite aiguë et de tuberculose pulmonaire, dans le manoir écossais appartenant à la famille de son épouse. Mort dix ans avant son père, il n'hérite jamais du titre de baron Walerand, qui revient en 1925 à l'aîné de ses deux propres fils, également prénommé William. Inhumé à l'église de Bradfield,, il est l'un des quarante-trois parlementaires britanniques morts durant la Guerre et commémorés par un mémorial à Westminster Hall, dans l'enceinte du palais de Westminster où siège le Parlement.